# 個人區域網絡
個人區域網絡（英語：Personal Area Network，縮寫為PAN），指个人范围（随身携带或数米之内）的计算设备（如计算机、电话、PDA、数码相机等）组成的通信网络。个人网即可用于这些设备之间互相交换数据，也可以用于连接到高层网络或互联网。
个人网可以是有线的形式，例如USB或者Firewire（IEEE1394）总线；也可以是无线的形式，例如红外（IrDA）或蓝牙。採用無線技術的個人區域網絡，稱為無線個人區域網絡（wireless personal area network，縮寫為WPAN）